# NGC 7081
NGC 7081 is een spiraalvormig sterrenstelsel in het sterrenbeeld Waterman. Het hemelobject werd op 10 oktober 1790 ontdekt door de Duits-Britse astronoom William Herschel.

## Synoniemen
- UGC 11759
- MCG 0-54-30
- ZWG 375.49
- KAZ 526
- IRAS 21288+0216
- PGC 66891